# Девочка, которая любила Тома Гордона
«Девочка, которая любила Тома Гордона» (англ. The Girl Who Loved Tom Gordon) — роман американского писателя Стивена Кинга в жанре ужасов. Был опубликован 6 апреля 1999 года. Вошёл в список бестселлеров по версии «Publishers Weekly» за 1999 год.
Роман посвящён Оуэну Кингу, младшему сыну автора.

## Концепция романа
Значительное место в романе отводится теме бейсбола и команды «Бостон Ред Сокс». Все главы в романе названы иннингами (периодами бейсбольного матча (от 1-го до 9-го)), пролог — «Разминка», а эпилог — «После игры». Также в романе не упоминается, что Томас (Том) Гордон (реально существующий бейсболист) — афроамериканец.

## Сюжет
Июнь 1999 года. Семья Макфарлендов (9-летняя Триша, 13-летний Пит и их мать Куилла) отправляется в пеший поход по Аппалачской тропе (от Уайт-Маунтинс в западной части штата Мэн до города Норт-Конуэй в штате Нью-Гэмпшир), во время которого (и ещё до его начала) Пит и Куилла постоянно ссорятся из-за развода матери с их отцом Ларри и на другие темы. Трише вскоре надоедает слушать эти ссоры и примерно в 8 километрах от Норт-Конуэя она сходит с тропы, чтобы сходить в туалет, но после этого не может снова найти Пита и свою мать. Пытаясь догнать их, она срезает путь с тропы, но поскальзывается и, упав с крутой насыпи, окончательно заблуждается в лесу. Триша одета в кроссовки «Reebok», джинсы, футболку, свитер «Бостон Ред Сокс» с фамилией Тома Гордона и бейсболку (с логотипом «Ред Сокс» и автографом Гордона), а в её рюкзаке бутылка воды, упаковки «Twinkies» и чипсов, варёное яйцо, палочки сельдерея, сэндвич с тунцом, бутылка лимонно-лаймового «Surge», «Game Boy», «Walkman» и пончо.
Пытаясь выйти из леса (при этом на самом деле заходя в него всё глубже и глубже), Триша слушает на «Walkman» радиостанции Касл-Рока, чтобы поднять себе настроение, а также узнать новости о её поисках и слушать трансляции матчей «Бостон Ред Сокс» с участием её кумира Тома Гордона. Во время очередного отдыха под поваленным деревом сочетание страха, голода и жажды вызывает у Триши галлюцинации, в которых ей являются сначала её отец и затем Том Гордон.
Спасатели в это время ведут поиски Триши в окрестностях тропы, но не в том месте, где она находится. Триша решает идти вдоль ручья, обосновывая это тем, что всё водоёмы обязательно приведут к населённым пунктам (она прочитала это в романах из серии «Маленький домик в прериях»), но все оба раза ручьи приводят Тришу к болотам и во время первого прохода через болото Триша едва не тонет в трясине.
По прошествии девяти дней Триша всё дальше углубляется в лес и впоследствии переходит границу штатов Мэн и Нью-Гэмпшир и после этого оказывается примерно в 400 километрах от границы и Монреаля. В конце концов Триша начинает верить, что ей предстоит конфронтация с преследующим её «Зверем» (который на самом деле оказывается «Богом Заблудившихся»), которая станет проверкой её способности сохранять здравомыслие перед лицом неминуемой смерти. Измученная пневмонией, Триша наконец выходит из леса на дорогу, но как только она выходит к автостраде, на неё нападает медведь (Триша интерпретирует его как сменившего облик «Бога Заблудившихся» и, преодолев свой страх, понимает, что это конец девятого иннинга, и она должна закончить игру). Подражая Тому Гордону, Триша принимает стойку питчера и бросает в медведя «Walkman» (как бейсбольный мяч), попав ему в морду и напугав его настолько, что медведь отступил. Браконьер Трэвис Херрик, ставший очевидцем противостояния между Тришей и медведем, отпугивает медведя выстрелом из ружья и уводит Тришу в безопасное место, но она знает, что заслужила своё спасение; впоследствии за спасение Триши Трэвис был представлен к награде.
В эпилоге романа Триша просыпается в больничной палате и видит у постели отца, мать и Пита. Медсестра говорит им, что они должны уйти, поскольку Трише нужен полный покой. Её отец уходит из палаты последним, но перед уходом Триша просит его передать ей бейсболку «Ред Сокс» (со стёршимся автографом Тома Гордона) и повторяет жест своего кумира, которым он заканчивает игру.

## Персонажи
- Патрисия (Триша) Макфарленд — главная героиня повествования. 9-летняя девочка, умная и рассудительная для своего возраста. Поклонница бейсбольной команды «Бостон Ред Сокс» и её игрока Тома Гордона. Очень любит своего отца. За год до событий романа пережила развод родителей и с тех пор играет в семье роль «примирителя» своих матери и брата.
- Томас (Том) Гордон[англ.] — бейсболист «Бостон Ред Сокс» (питчер), кумир Триши. Появляется в романе только как галлюцинация.
- Куилла Макфарленд (в девичестве Андерсен) — мать Триши.
- Ларри Макфарленд — отец Триши.
- Питер (Пит) Макфарленд — 13-летний брат Триши.
- «Зверь» и «Бог Заблудившихся» — монстры, преследующие Тришу на протяжении всего её пути по лесу.

## Отсылки к другим произведениям Кинга
- В романе упоминается город ТР-90 в штате Мэн, в котором разворачивается действие романа «Мешок с костями».
- Также в романе упоминается Ричард (Ричи) Тозиер, персонаж романа «Оно».

## Экранизация
Джордж Ромеро планировал экранизировать роман ещё в 2005 году (на роль Триши Макфарленд была утверждена Дакота Фэннинг), но проект так и не был осуществлён.
В августе 2019 года Кристина Ромеро, вдова Джорджа Ромеро, объявила о возобновлении создания экранизации романа. Производством фильма занимается кинокомпания «Sanibel Films», продюсерами фильма назначены Кристина Ромеро, Рой Ли и Райан Силберт. 16 ноября 2020 года было объявлено о назначении Линн Рэмси режиссёром фильма.